# 凸坊新畫帖 芋助猪狩の巻
『凸坊新畫帖 芋助猪狩の巻』（でこぼうしんがちょう いもすけいのししがりのまき）は、1917年（大正6年）1月に公開された下川凹天による日本初のアニメーション映画である。
当時は劇場によって題名を改変する事があったため、1917年2月初旬に公開された『凸坊新畫帖 名案の失敗』と同一の作品と推定される。なおタイトルにある「凸坊新畫帖」は海外から輸入されたアニメーション映画全般を指した言葉で、特定のシリーズやキャラクターを意味するものではない。
当時の映画雑誌『活動写真雑誌』1917年3月号には本作が1月の封切作品として「我邦で最初の試みとして成功せるものか」との説明付きで紹介されており、それまで国産初のアニメ映画とされてきた『芋川椋三玄関番の巻』（1917年4月公開）を差し置いて現在は本作が国産アニメーション映画第1号とされている。
国産アニメ誕生から100周年にあたる2017年には京都国際マンガミュージアムで同年4月6日から開催された企画展「にっぽんアニメーションことはじめ～『動く漫画』のパイオニアたち～」で本作の再現映像と原作と思しき下川凹天の漫画作品が掲載された漫画雑誌『東京パック』が公開された。